# Чимбро (Варезе)
Чимбро је насеље у Италији у округу Варезе, региону Ломбардија.
Према процени из 2011. у насељу је живело 1048 становника. Насеље се налази на надморској висини од 283 м.